# 아틀라스 (신화)
그리스 신화에서 아틀라스는 티탄 중의 하나로, 티탄 이아페토스와 오케아노스의 딸 클리메네의 아들 중의 하나였다.
히기누스는 아틀라스의 원시 본질을 강조하였는데, 그를 아이테르와 가이아의 아들로 만들었다.
그는 프로메테우스, 에피메테우스와 메노이티오스, 헤스페로스의 형제이다.
아틀라스는 여러 아이가 있었는데 대부분 딸이었다.
아틀라스는 제우스와 티탄과의 싸움에서 티탄의 편에 붙어서 제우스를 상대로 싸웠는데, 티탄이 제우스에게 토벌당하자 아틀라스는 그 벌로 대지(가이아)의 서쪽 끝에 서서 하늘(우라노스)을 떠받들고 있는 형벌을 받게 되었다.
- 헤스페리스에 의한 아이들
  - 헤스페리데스
- 플레이오네(또는 아이트라)와의 사이에서 태어난 자녀들
  - 히야데스
  - 아들, 히야스
  - 플레이아데스
- 다른 여신과의 사이에서 태어난 자녀들
  - 칼립소
  - 디오네
  - 마에라